# سيساريو غييرمو
سيساريو غييرمو (بالإسبانية: Cesáreo Guillermo)‏ (و. 1847 – 1885 م) هو سياسي، ومحام من جمهورية الدومينيكان .